# Guido Falaschi
Guido Martín Falaschi (ur. 1 października 1989 w Las Parejas, zm. 13 listopada 2011 w Balcarce) – argentyński kierowca wyścigowy. W 2008 roku został mistrzem argentyńskiej serii Formuły Renault. Kierowca argentyńskiej serii Turismo Carretera. Zmarł na skutek obrażeń podczas wyścigu TC na torze Autódromo Juan Manuel Fangio w Balcarce.

## Wypadek
Dwa okrążenia przed metą Leonel Larrauri uderzył w barierki po zewnętrznej stronie toru, co spowodowało, że odłamki samochodu wpadły w samochód Falaschi'ego, stracił przez to panowanie i z dużym impetem wleciał w barierki, po czym od nich się odbił i wrócił na tor. Sekundę później Guillermo Ortelli z powodu braku widoczności wjechał w jego samochód, przez co wrak pojazdu Falaschiego znalazł się na środku trasy. Tuż po tym Nestor Girolami uderzył centralnie w bok jego samochodu  i to spowodowało największe obrażenia. Guido Falaschi zmarł 40 minut później.

## Starty w wyścigach
| Rok       | Seria |
| --------- | --- |
| 1998-2004 | Starty w Kartingu. Mistrz z 2000 i 2004 roku                                                                     |
| 2005-2007 | Argentyńska Formuła Renault                                                                                      |
| 2008      | Argentyńska Formuła Renault Debiut w TC Pista                                                                    |
| 2009      | Debiut w Turismo Carretera Debiut w Top Race V6                                                                  |
| 2010      | Turismo Carretera Mistrz Copa América 2010 de Top Race V6 Torneo Clausura 2010 de Top Race Copa Endurance Series |
| 2011      | Top Race V6 TC 2000 Turismo Carretera                                                                            |